# 梅奧 (馬里蘭州)
梅奧（英語：Mayo）是位於美國馬里蘭州安妮阿倫德爾縣的一個普查規定居民點。

## 人口
根據2020年美國人口普查的數據，梅奧的面積為24.45平方千米，當中陸地面積為14.55平方千米，而水域面積為9.90平方千米。當地共有人口8832人，而人口密度為每平方千米361.23人。